# Tolijovité

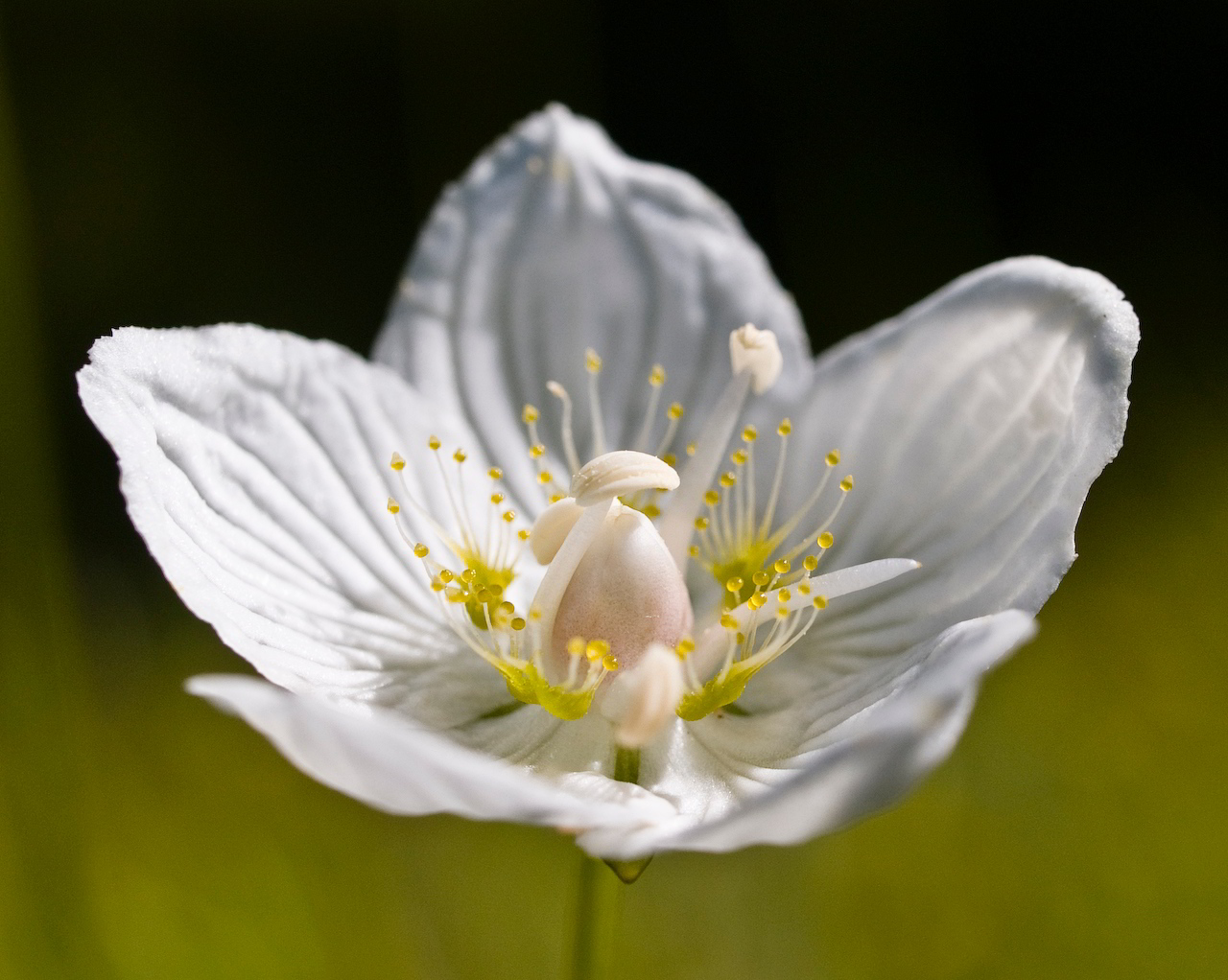
tolije bahenní (Parnassia palustris)

Tolijovité (Parnassiaceae) je bývalá čeleď náležející k řádu jesencotvarých (Celastrales) která zahrnovala 2 rody. V nejnovějším taxonomickém systému APG III byla tato čeleď vřazena do čeledi jesencovitých (Celastraceae). Rod tolije (Parnassia) byl tradičně spojován s čeledí lomikamenovitých (Saxifragaceae) a nezřídka do ní dříve i vřazován.

## Charakteristika
Vytrvalé nebo jednoleté byliny s celokrajnými listy bez palistů, sdruženými obyčejně v přízemní růžici. Květy jsou jednotlivé, na olistěném nebo zřídka na bezlistém stvolu, téměř pravidelné, pětičetné. Kalich v počtu 5 lístků, koruna je nejčastěji pětičetná, zřídka redukovaná. Andreceum je složeno z 5 tyčinek a 5 sterilních staminodií. Gyneceum je svrchní až spodní, z 1 nebo 3 až 4 plodolistů, s 1 až 4 čnělkami. Plodem je tobolka.
Rod tolije je rozšířen v mírném pásu severní polokoule, monotypický rod Lepuropetalon se vyskytuje v Severní Americe a v Chile.

## Zástupci
- Lepuropetalon spathulatum - jednoletka, od rodu tolije se odlišuje především absencí přízemní listové růžice, květy s redukovanou korunou, větším počtem plodolistů v gyneceu a spodním semeníkem. Na rozdíl od tolijí se jedná o sukulentní suchomilnou rostlinu.
- Parnassia - tolije